# 김선섭
김선섭(金宣燮, 1962년 7월 4일 ~ )은 대한민국의 정보통신 분야 기업인이다. 2010년10월 (주)씨아이디티를 설립하고 명함인식 앱 CamCard를 출시 하였다.

## 경력
- 1997년 : 해태상사 퇴사
- 1998년 : (주)넥스지텔레콤 설립 / 대표이사 사장
- 1999년 : 세계최초 NFC 안테나 개발성공
- 2001년 : 전파신기술상 수상 / 정보통신부
- 2003년 : 세계최초 듀얼소켓 개발성공
- 2004년 : 디지털이노베이션 대상 수상 / 정보통신부
- 2005년 : IT 벤처기업연합회 부회장
- 2005년 : 카이스트 최고경영자과정 수료
- 2005년 : 자랑스런 중소기업인상 수상 / 중소기업청
- 2005년 : 국무총리상 수상 / 행정자치부
- 2010년 : (주)씨아이디티 설립 / 대표이사 사장
- 2011년 : 세계최초 무선충전 FTT S/W 개발성공